# Шевяков Володимир Тимофійович
Володимир Тимофійович Шевяков (17 (29) жовтня 1859, Петербург — 18 жовтня 1930, Іркутськ) — російський зоолог, протистолог, член-кореспондент АН СРСР.